# I Don't Care
I Don't Care este primul single lansat de cântăreața Delta Goodrem. Single-ul s-a clasat pe un dezamăgitor loc 64 în clasamentul din Australia. 

## Liste Melodiilor
1. „I Don't Care”
2. „I Don't Care” (The Down & Low on Not Caring)
3. „I Don't Care” (Hype Music remix)
4. „Here I Am”

## Clasamente
| Clasament (2001)         | Poziția Maximă |
| ------------------------ | -------------- |
| Australian Singles Chart | 64             |